# Бернхард I фон Попенбург-Шпигелберг
Бернхард I фон Попенбург-Шпигелберг (на немски: Bernhard I von Poppenburg-Spiegelberg; * 1185; † 1244) е граф на Попенбург-Шпигелберг в територията на река Везер.

## Биография
Той е син на граф Алберт I фон Попенбург († 14 септември 1191 при Обсадата на Акра) и съпругата му фон Олденбург († сл. 1185), дъщеря на граф Кристиан I фон Олденбургг († 1167) и Кунигунда фон Щотел-Ферсфлет († сл. 1198), дъщеря на граф Герберт фон Ферсфлет († сл. 1143). Внук е на граф Берингер I фон Попенбург († 1182) и съпругата му фон Депенау-Васел († сл. 1169), сестра на Херман фон Депенау-Васел († 1170), епископ на Хилдесхайм (1162 – 1170), дъщеря на Бернхард I фон Депенау-Васел († 1133).
Замъкът Попенбург се намира до река Лайне. Бернхард продава от 1215 до 1217 г. своята част от Попенбург обратно на епископа на Хилдесхайм и основава графството Шпигелберг. Ок. 1200 г. граф Бернхард фон Попенбург построява замък Шпигелберг при Лауенщайн. От тогава той се нарича Бернхард фон Попенбург и Шпигелберг, от 1217 г. граф Бернхард фон Шпигелберг. От замъка той може да контролира стария военен и търговски път от Аахен за Кьонигсберг. Заради строежа на замъка през 1226 г. се стига до конфликт с Бодо фон Хомбург. Император Фридрих II се намесва, понеже вижда опасност за подготвения му Пети кръстоносен поход. През 1229 г. Бернхард фон Шпигелберг отива в Мекленбург и участва в „Източната колонизация“. През 1238 г. замъкъкът Шпигелберг е в ръцете на господарите фон Хомбург. През 1278 г. графовете фон Шпигелберг си разменят собствеността на манастир Вунсторф и получават замък Копенбрюге и Брюнингхаузен.

## Фамилия
Бернхард I фон Попенбург-Шпигелберг се жени за фон Роде-Лимер, дъщеря на граф Конрад I фон Роде-Лимер († сл. 1200) и Кунигунда фон Хаген ам Елм († сл. 1195), дъщеря на Херман I фон Хаген († ок. 1200) и Одилхилд. Те имат децата:
- Мориц I фон Шпигелберг (* пр. 1227; † сл. 1289), граф на Шпигелберг, женен за Маргарета II фон Верле († сл. 1285)
- Матилда фон Попенбург († сл. 1289), канонеса в Кведлинбург (1263 – 1279), дяконеса в Кведлинбург (1289)